# Hello, Little Monsters
『Hello, Little Monsters』（ハローリトルモンスターズ）は、能登有沙の1枚目のアルバム。2013年1月20日にSTYLE Musicから発売された。スタイルキューブの公式ファンクラブ「Style Party」および、公式通販サイト「STYLE SHOP」にて販売開始。
本アルバムには、能登と同じスタイルキューブ所属タレント及び同研修生(当時)がゲストボーカルとして多数参加している。
3曲目「BUTTERFLY!!」に伊藤美来と田辺留依、6曲目「もしも、きっと…」に三澤紗千香、7曲目「VS→」に松永真穂という、能登と同じスタイルキューブ所属タレント及び同当時研修生がゲストボーカルとして参加している。

## 収録内容
| #         | タイトル                                                | 作詞      | 作曲         | 編曲         | 時間  |
| --------- | ------------------------------------------------------- | --------- | ------------ | ------------ | ----- |
| 1.        | 「if〜もしもの未来〜 （タイムカプセルクリスマスver.）」 | 能登有沙  | とものかつみ | とものかつみ | 5:25  |
| 2.        | 「High Speed Motion」                                   | 能登有沙  | とものかつみ | とものかつみ | 5:42  |
| 3.        | 「BUTTERFLY!!」                                         | 能登有沙  | とものかつみ | とものかつみ | 5:08  |
| 4.        | 「コンビニのお兄さんに初デェトを試みる歌」              | 能登有沙  | とものかつみ | とものかつみ | 4:14  |
| 5.        | 「I-MO-TA-RE☆」                                         | 能登有沙  | 能登有沙     | とものかつみ | 3:21  |
| 6.        | 「もしも、きっと…」                                     | 能登有沙  | とものかつみ | とものかつみ | 5:32  |
| 7.        | 「VS→」                                                 | 能登有沙  | とものかつみ | とものかつみ | 4:30  |
| 8.        | 「カゼノツバサ」                                        | 能登有沙  | とものかつみ | とものかつみ | 5:33  |
| 9.        | 「あんのうん・らぶ」                                    | 能登有沙  | とものかつみ | とものかつみ | 4:08  |
| 10.       | 「リトル＊リトル＊モンスター」                          | 能登有沙  | とものかつみ | とものかつみ | 4:43  |
| 11.       | 「Jeweling Heart」                                      | 能登有沙  | とものかつみ | とものかつみ | 5:43  |
| 12.       | 「Hello, Hello.」                                       | 能登有沙  | とものかつみ | とものかつみ | 5:23  |
| 合計時間: | 合計時間:                                               | 合計時間: | 合計時間:    | 合計時間:    | 59:22 |